# شبکه هوشمند (انرژی)
یک شبکه هوشمند (smart grid) با استفاده از تکنولوژی دیجیتال دوطرفه انرژی را از تولیدکنندگان به مشتریان منتقل می‌کند، تا با کنترل وسایل منازل مصرف‌کنندگان در مصرف انرژی صرفه جویی شود، هزینه کاهش یابد و قابلیت اطمینان و شفافیت بالا برود. چنین شبکه مدرن الکتریکی به عنوان راهی برای اداره کردن استقلال انرژی، گرمایش جهانی و مسایل نوظهور از سوی بسیاری از دولتها تعقیب می‌شود.
دانش شبکه هوشمند انرژی از همگرایی علوم مهندسی ازجمله مهندسی برق (گرایش های قدرت، مخابرات و کنترل)، مهندسی انرژی، مهندسی فن آوری اطلاعات و ارتباطات (ICT) و همچنین مهندسی مکانیک پدید می آید که اهداف آن طراحی و بهره برداری از شبکه هوشمند حامل های انرژی به کمک فن آوری های مدرن می باشد.

## تعریف
شبکه هوشمند به دو صورت قابل تعریف است. در بسیاری از مقاله‌ها و کتاب‌ها، از شبکه هوشمند به عنوان تصویر و چشم‌اندازی که یک شبکه مطلوب در آینده باید دارا باشد نام می‌برند. از منظر بخش تنظیم مقررات، تعریفی از شبکه هوشمند بیشتر مورد استفاده قرار می‌گیرد که در طی آن تعریف چالش‌ها به‌طور خاص ذکر شده باشد. به‌طور مثال در تعریفی که توسط سازمان تنظیم مقررات انرژی اروپا ارائه شده شبکه هوشمند شبکه‌ای است که تمامی کاربران متصل (اعم از تولیدکننده و مصرف‌کننده)، به شکل مقرون به صرفه و بهینه و به منظور افزایش کارایی اقتصادی، پایداری سیستم قدرت با تلفات پایین و کیفیت بالا و ایمن یکپارچه شده باشند.